# Timothy Kurek
Timothy Kurek ist ein amerikanischer Autor und Verfasser des Buches Cross in the Closet.

## Leben
Kurek stammt aus Nashville im Bundesstaat Tennessee im sogenannten Bible Belt und ist Absolvent der evangelikalen Liberty University. Als homophober evangelikaler Christ hat Kurek ein Jahr lang vorgetäuscht, homosexuell zu sein, und seine Erlebnisse in seinem Buch verarbeitet. Kurek berichtet, schon bei seiner christlichen Pfadfindergruppe habe er vermittelt bekommen, sich vor Homosexuellen in Acht zu nehmen, und dass sie alle HIV-Positive, Perverse und linke Pädophile seien. Kurek kam auf die Idee, seine Vorstellungen über Homosexualität zu überdenken, als er 2004 auf die Aktivistengruppe SoulForce stieß, und später noch einmal, als eine Freundin sich ihm gegenüber als lesbisch zu erkennen gab und berichtet hatte, dass ihre Familie sie verstoßen und enterbt hat. Kureks Perspektivwechsel führte bei ihm zu einem radikalen Umdenken und erfuhr erhebliche öffentliche Beachtung. Gleichwohl hat Kureks Veröffentlichung bei LGBT-Interessengruppen wegen seiner Täuschung eine Kontroverse hervorgerufen. Das Experiment war jedoch nicht das erste seiner Art und erinnert an Black like me von John Howard Griffin und Self-Made Man von Norah Vincent.